# عطر السيدة ذات الرداء الأسود (فلم 1949)
عطر السيدة ذات الرداء الأسود (بالفرنسية: Le Parfum de la dame en noir) هو فيلم غموض فرنسي، إنتاج عام 1949، أخرجه لوي داكين وبطولة إيلين بردرير وسيرج ريجياني ومارسيل إيرون. 
وهو مقتبس من رواية عطر السيدة ذات الرداء الأسود للكاتب الفرنسي غاستون ليرو، المنشورة عام 1908، والتي تصور المحقق جوزيف رولتابي. وهي رواية مكملة لرواية «لغز الغرفة الصفراء» التي صدرت في نفس العام.

## طاقم الممثلين
- هيلين بردرير بدور ماتيلد ستانغرسون
- سيرج ريجياني بدور جوزيف روليتابيل
- لوسيان نات بدور روبرت دارزاك
- ميشيل بيكولي في دور ليبل
- جاستون مودوت بدورماتيو
- مارسيل هيراند في دور لارسان
- آرثر ديفير في دور بير جاك
- إيفيت إتيفانت بدور فتاة في أمسية مع رولتابي

## روابط خارجية
- عطر السيدة ذات الرداء الأسود  في قاعدة بيانات الأفلام على الإنترنت (بالإنجليزية)